# Jvicha Bichinashvili
Jvicha Bichinashvili –en georgiano: ხვიჩა ბიჩინაშვილი– (28 de enero de 1974) es un deportista georgiano que compitió en lucha grecorromana. Ganó una medalla de plata en el Campeonato Europeo de Lucha de 1998, en la categoría de 76 kg.

## Palmarés internacional
| Campeonato Europeo | Campeonato Europeo  | Campeonato Europeo | Campeonato Europeo |
| Año                | Lugar               | Medalla            | Categoría          |
| ------------------ | ------------------- | ------------------ | ------------------ |
| 1998               | Minsk (Bielorrusia) | Medalla de plata   | 76 kg              |